# Endasys plagiator
Endasys plagiator är en stekelart som först beskrevs av Johann Ludwig Christian Gravenhorst 1829.
Endasys plagiator ingår i släktet Endasys och familjen brokparasitsteklar. Arten är reproducerande i Sverige. Inga underarter finns listade i Catalogue of Life.